# Curro Torres
Pour les articles homonymes, voir Torres.
Crístobal Emilio Torres Ruiz, dit Curro Torres, né le 27 décembre 1976 à Ahlen en Allemagne de l'Ouest, est un footballeur espagnol, reconverti entraîneur.

## Biographie
Curro Torres est international espagnol : il compte cinq sélections avec la Furia Roja et a participé à la Coupe du monde 2002 en Corée du Sud et au Japon.

## Carrière
- 1995-1997 : Gramenet Unió Esportiva Atlètica  Espagne
- 1997-1999 : Valence CF B  Espagne
- 1999-2000 : Recreativo de Huelva (en prêt)  Espagne
- 2000-2001 : CD Tenerife (en prêt)  Espagne
- 2001-2007 : Valence CF  Espagne
- 2007-2008 : Real Murcie (en prêt)  Espagne
- 2008-2009 : Valence CF  Espagne
- 2009- janv. 2011 : Gimnastic de Tarragone  Espagne[1]

## Palmarès
- Vainqueur de la Coupe UEFA en 2004 avec le Valence CF
- Vainqueur de la Supercoupe de l'UEFA en 2004 avec le Valence CF
- Vainqueur du Championnat d'Espagne en 2002 et 2004 avec le Valence CF